# Christophe Revault
Pour les articles homonymes, voir Revault.
Christophe Revault, né le 22 mars 1972 à Paris 12e et mort le 6 mai 2021 à Octeville-sur-Mer, près du Havre, est un footballeur français. Il évolue au poste de gardien de but du début des années 1990 à la fin des années 2000.
Il fait ses débuts professionnels en D1 lors de la saison 1992-1993 au Havre AC. Il rejoint le Paris Saint-Germain en 1997 pour une saison, avant d’évoluer au Stade rennais FC puis au Toulouse FC. Il participe ensuite à la remontée du Havre en Ligue 1 en 2008. Une fois retiré des terrains, il intègre l’encadrement de son club formateur en tant que directeur sportif, conseiller du président et recruteur. Il en devient à deux reprises l'entraîneur par intérim, en 2012 et en 2015.

## Biographie

### Formation et début de carrière au Havre
Natif de Paris 12e, Christophe Maurice Robert Revault séduit les dirigeants du Havre AC lors d'un match de jeunes en 1988, alors qu’il évolue à Alfortville. Il rejoint alors le centre de formation du doyen des clubs français.
Christophe Revault débute en professionnel avec le Havre AC. Il fait ses débuts en Division 1 lors de la saison 1992-1993,.
En 1994-1995, Christophe Revault passe de doublure à gardien titulaire. Il obtient plusieurs convocations en équipe de France comme doublure et obtient également l'étoile d'or France Football des gardiens de Division 1.
Au terme de l'exercice 1995-1996, il conserve son étoile d'or France Football des gardiens de D1.
Devenu international, Revault termine la saison 1996-1997 en disputant pour la troisième saison consécutive la totalité des 38 journées de championnat. Il obtient pour la troisième fois consécutive l'étoile d'or France Football des gardiens de Division 1.
Il quitte alors le HAC après avoir disputé plus de 100 matchs de D1 avec son club formateur. Il est alors considéré comme un des meilleurs à son poste de D1.

### Échec à Paris puis passage à Rennes
Christophe Revault rejoint alors le Paris SG où il doit succéder à Bernard Lama et il est pressenti pour intégrer durablement l’équipe de France. Sa saison se complique à la suite de quelques bourdes en championnat, mais surtout lors d'un match de Ligue des champions chez le Bayern Munich. En direct sur TF1, le club parisien s'incline lourdement 5-1 avec deux erreurs de Christophe. Christophe constate dix ans plus tard : « Je ne m’étais pas bien rendu compte de la tâche qui m’attendait. J’avais 25 ans. Au Havre, j’étais Dieu (...). Je croyais que c’était comme ça partout. Tout est parti de mon match à Munich. Je n’ai pas pu m’en remettre. (...) C’est là que je me suis aperçu que je n’étais peut-être pas taillé pour un grand club ». Vincent Fernandez lui est alors préféré en cours de saison et il quitte alors le club de la capitale à la fin de l'exercice, ne jouant même pas les finales victorieuses des deux coupes nationales.
Retenu dans les trois gardiens de l'équipe de France avant son arrivée à Paris, Christophe Revault n'est pas dans le groupe pour la Coupe du monde 1998 au profit de Lionel Charbonnier. Revault n'est plus jamais rappelé par un sélectionneur.
Lors de l'été 1998, il rejoint le Stade rennais FC, désormais entraîné par son ancien coéquipier : Paul Le Guen. Christophe se rase le crâne à la suite d'un pari fait avec des amis le soir de la finale de la Coupe du monde 1998. Il reste deux saisons en Bretagne.

### Cadre du Toulouse FC
En 2000, alors âgé de 28 ans, il rejoint le Toulouse FC. À la fin de la saison 2000-2001, le TFC termine avant-dernier du championnat et est rétrogradé sportivement. De plus, le club est en déficit et est rétrogradé par la DNCG. Christophe Revault et d'autres joueurs cadres comme Stéphane Lièvre et William Prunier restent alors fidèles au club qui repart en National. Pour ne rien arranger, une partie de sa maison est détruite à la suite de l'explosion de l'usine AZF de Toulouse.
Christophe Revault devient alors le capitaine de l'équipe qui finit quatrième et accède à la Ligue 2.
L'année suivante, le TFC est champion de Ligue 2 et de retour dans l'élite seulement deux ans après sa rétrogradation. Christophe Revault reçoit le trophée UNFP de meilleur gardien de Ligue 2. Il encadre alors la jeune génération du TFC, où figurent Achille Emana, Nabil Taïder et Cédric Fauré.
Revault garde la cage toulousaine sans discontinuer jusqu'en février 2006 lors du match contre le FC Nantes où il se blesse. À l'intersaison, Élie Baup prend la direction de l'équipe 1 du Téfécé et lui préfère Nicolas Douchez. En plus de cela, une rumeur insistante annonce l'arrivée de Fabien Barthez au club.
En 2017, à l'occasion des 80 ans du Toulouse Football Club, il est élu dans l'équipe de légende toulousaine sur le site internet du club.

### Fin de carrière
Durant l'été 2006, Christophe Revault quitte le Toulouse FC pour le Stade rennais FC, en tant que numéro 2 dans la hiérarchie des portiers. Il ne joue qu'un seul match durant la saison.
Pour retrouver la compétition, il rejoint son club formateur, le Havre AC avec lequel il est sacré champion de Ligue 2 dont il dispute chaque journée, conclu par un  6 à 0 face à Bastia. Christophe Revault est élu meilleur gardien de L2 pour la seconde fois, après 2003 avec Toulouse.
L'équipe est rétrogradée la saison suivante.
En mai 2010, il met un terme à sa carrière de footballeur professionnel à 38 ans.

### Reconversion au Havre AC
Malgré sa retraite des terrains, il reste dans le club normand en tant que superviseur. Il reprend ensuite des études dans le domaine de la gestion et de l'organisation sportive et intervient comme consultant à la télévision sur Direct 8. Il devient plus tard le conseiller du président du HAC Jean-Pierre Louvel.
Le 13 novembre 2012, après une succession de mauvais résultats et une 16e place au classement, Jean-Pierre Louvel décide de limoger Cédric Daury et nomme Christophe Revault comme nouvel entraîneur afin de redonner de l'envie au groupe. Il décide d'être accompagné par Abasse Ba, Johann Louvel et Joël Beaujouan. Il est nommé pour sept matchs et est susceptible d'être reconduit en cas de bonnes performances. Le 19 décembre, après un bilan plutôt positif de six victoires et une défaite, il décide néanmoins de démissionner de son poste d’entraîneur.
À la suite du limogeage de Thierry Goudet, il est de nouveau nommé comme entraîneur par intérim le 28 septembre 2015. Il prend fin à la suite de la nomination de Bob Bradley à la tête de l'équipe. Son bilan est de nouveau convaincant avec quatre victoires et un match nul, il laisse le club à la 4e place après l'avoir pris en main à la 15e.

### En sélection nationale
Christophe Revault porte à deux reprises le maillot de l’équipe de France A’ : le 25 mai 1995 à Cherbourg contre la Slovaquie A’ (1-0) et le 26 mars 1996 à Charleroi contre la Belgique (1-1) sous la direction de Roger Lemerre. En fin de saison 1996 il fait partie d'une liste de 22 joueurs fournie par la FFF à la FIFA pour les Jeux olympiques 1996, mais ne participe pas au stage préparatoire à Clairefontaine. Il ne s'envole pas non plus pour Atlanta.
Ses performances lui valent d’être appelé en équipe de France A à l’automne 1996 par Aimé Jacquet.

### Mort

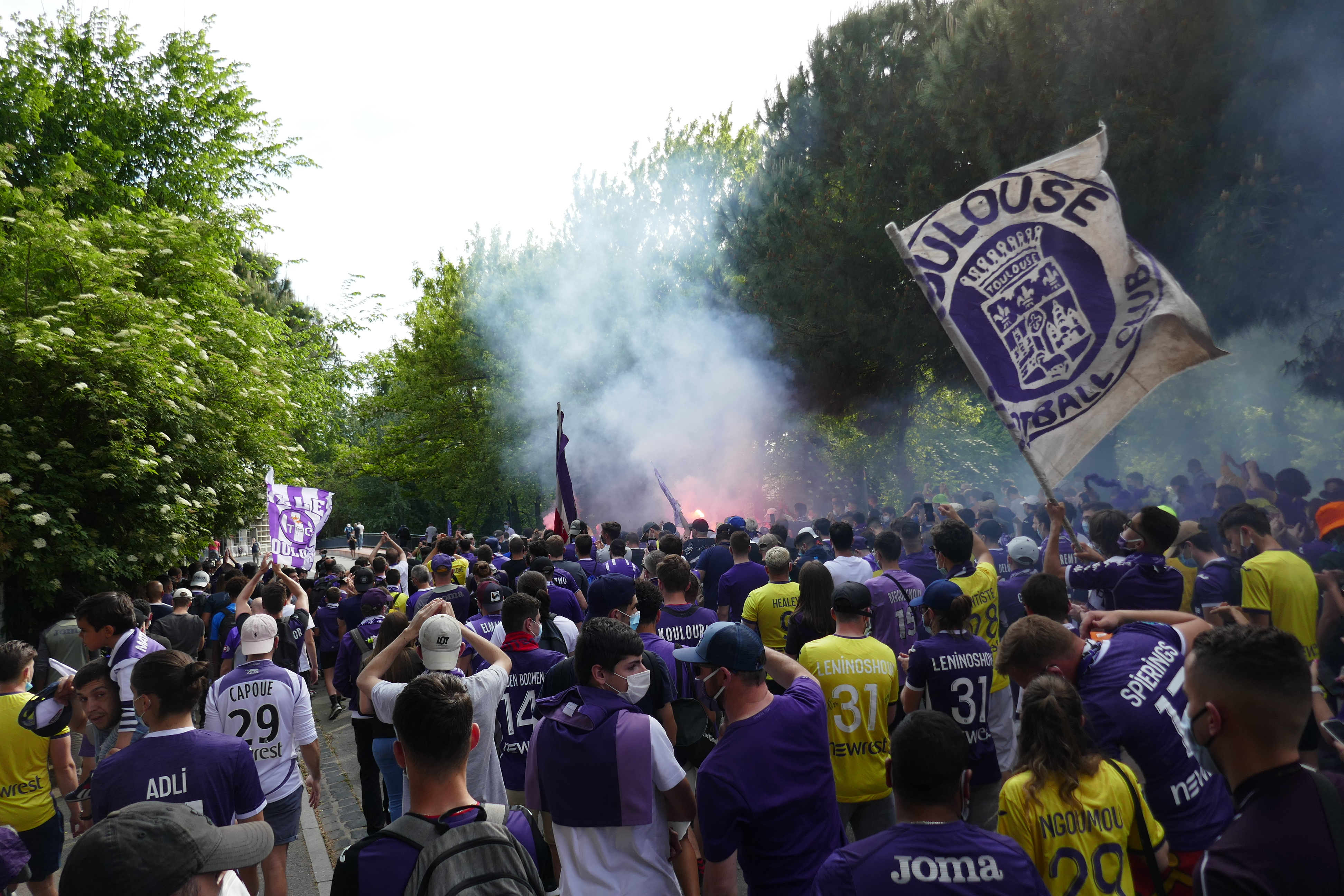
Cortège hommage à Christophe Revault à Toulouse, 8 mai 2021.

Christophe Revault est retrouvé sans vie, le 6 mai 2021, à son domicile d'Octeville-sur-Mer. L'autopsie conclut que son décès est dû à une péritonite.
Lors des rencontres du week-end suivant, ses anciens clubs de Toulouse, du Havre, de Rennes et de Paris lui rendent hommage,,. Damien Comolli, président du club toulousain, annonce que le virage ouest du Stadium de Toulouse portera son nom. Les supporters havrais se rassemblent devant le Stade Océane pour lui rendre hommage tandis que leurs homologues toulousains organisent un cortège en son honneur, à proximité du Stadium,. Presque un an après, le 2 avril 2022, lors de la mi-temps du match contre le Paris FC, le club toulousain inaugure le « Virage Christophe Revault », nouveau nom du virage ouest du Stadium,.
Il est inhumé au cimetière d'Octeville-sur-Mer (Seine-Maritime).
En janvier 2023, le centre de formation du Havre (la cavée verte) prend le nom de Christophe Revault.

## Statistiques
| Saison                | Club                  | Championnat           | Championnat | Championnat | Coupe nationale | Coupe nationale | Coupe de la Ligue | Coupe de la Ligue | Compétition(s) continentale(s) | Compétition(s) continentale(s) | Compétition(s) continentale(s) | France A' | France A' | Total | Total |
| Saison                | Club                  | Division              | M.          | B.          | M.              | B.              | M.                | B.                | Comp.                          | M.                             | B.                             | M.        | B.        | M.    | B.    |
| 1989-1990             | Le Havre AC           | D2                    | 3           | -           | -               | -               | -                 | -                 | -                              | -                              | -                              | -         | -         | 3     | 0     |
| 1990-1991             | Le Havre AC           | D2                    | 1           | -           | -               | -               | -                 | -                 | -                              | -                              | -                              | -         | -         | 1     | 0     |
| 1991-1992             | Le Havre AC           | D1                    | -           | -           | -               | -               | -                 | -                 | -                              | -                              | -                              | -         | -         | 0     | 0     |
| 1992-1993             | Le Havre AC           | D1                    | 1           | -           | -               | -               | -                 | -                 | -                              | -                              | -                              | -         | -         | 1     | 0     |
| 1993-1994             | Le Havre AC           | D1                    | 1           | -           | -               | -               | -                 | -                 | -                              | -                              | -                              | -         | -         | 1     | 0     |
| 1994-1995             | Le Havre AC           | D1                    | 38          | -           | 3               | -               | 4                 | -                 | -                              | -                              | -                              | 1         | -         | 46    | 0     |
| 1995-1996             | Le Havre AC           | D1                    | 38          | -           | 2               | -               | 3                 | -                 | -                              | -                              | -                              | 1         | -         | 44    | 0     |
| 1996-1997             | Le Havre AC           | D1                    | 38          | -           | 1               | -               | 1                 | -                 | -                              | -                              | -                              | -         | -         | 40    | 0     |
| Sous-total            | Sous-total            | Sous-total            | 120         | 0           | 6               | 0               | 8                 | 0                 | -                              | 0                              | 0                              | 2         | 0         | 136   | 0     |
| 1997-1998             | Paris Saint-Germain   | D1                    | 28          | -           | 1               | -               | -                 | -                 | C1                             | 8                              | -                              | -         | -         | 37    | 0     |
| 1998-1999             | Stade rennais FC      | D1                    | 29          | -           | 2               | -               | 3                 | -                 | -                              | -                              | -                              | -         | -         | 34    | 0     |
| 1999-2000             | Stade rennais FC      | D1                    | 18          | -           | 4               | -               | 1                 | -                 | -                              | -                              | -                              | -         | -         | 23    | 0     |
| Sous-total            | Sous-total            | Sous-total            | 47          | 0           | 6               | 0               | 4                 | 0                 | -                              | 0                              | 0                              | 0         | 0         | 57    | 0     |
| 2000-2001             | Toulouse FC           | D1                    | 30          | -           | 1               | -               | 1                 | -                 | -                              | -                              | -                              | -         | -         | 32    | 0     |
| 2001-2002             | Toulouse FC           | National              | 38          | -           | 1               | -               | 1                 | -                 | -                              | -                              | -                              | -         | -         | 40    | 0     |
| 2002-2003             | Toulouse FC           | Ligue 2               | 34          | -           | 3               | -               | 1                 | -                 | -                              | -                              | -                              | -         | -         | 38    | 0     |
| 2003-2004             | Toulouse FC           | Ligue 1               | 38          | -           | 3               | -               | 1                 | -                 | -                              | -                              | -                              | -         | -         | 42    | 0     |
| 2004-2005             | Toulouse FC           | Ligue 1               | 38          | -           | 2               | -               | 1                 | -                 | -                              | -                              | -                              | -         | -         | 41    | 0     |
| 2005-2006             | Toulouse FC           | Ligue 1               | 25          | -           | -               | -               | 1                 | -                 | -                              | -                              | -                              | -         | -         | 26    | 0     |
| Sous-total            | Sous-total            | Sous-total            | 203         | 0           | 10              | 0               | 6                 | 0                 | -                              | 0                              | 0                              | 0         | 0         | 219   | 0     |
| 2006-2007             | Stade rennais FC      | Ligue 1               | -           | -           | 1               | -               | -                 | -                 | -                              | -                              | -                              | -         | -         | 1     | 0     |
| 2007-2008             | Le Havre AC           | Ligue 2               | 38          | -           | 1               | -               | 2                 | -                 | -                              | -                              | -                              | -         | -         | 41    | 0     |
| 2008-2009             | Le Havre AC           | Ligue 1               | 33          | -           | -               | -               | 1                 | -                 | -                              | -                              | -                              | -         | -         | 34    | 0     |
| 2009-2010             | Le Havre AC           | Ligue 2               | 6           | -           | 1               | -               | -                 | -                 | -                              | -                              | -                              | -         | -         | 7     | 0     |
| Sous-total            | Sous-total            | Sous-total            | 77          | 0           | 2               | 0               | 3                 | 0                 | -                              | 0                              | 0                              | 0         | 0         | 82    | 0     |
| Total sur la carrière | Total sur la carrière | Total sur la carrière | 475         | 0           | 26              | 0               | 21                | 0                 | -                              | 8                              | 0                              | 2         | 0         | 532   | 0     |

## Palmarès

### En club
- Champion de France de Division 2 en 1991 et en 2008 avec Le Havre AC et en 2003 avec le Toulouse FC

### En équipe de France
- 2 sélections A' entre 1995 et 1996

### Distinctions individuelles
- Étoile d'Or des gardiens France Football de Division 1 en 1995, en 1996 (devant Angelo Hugues) et en 1997 avec Le Havre AC
- Élu meilleur gardien de Ligue 2 en 2003 avec le Toulouse FC et en 2008 avec Le Havre AC
- Élu meilleur gardien de l'histoire du Toulouse FC en 2017, lors de la cérémonie des 80 ans du club, devant Fabien Barthez et Philippe Bergeroo